# گیلیام (ویرجینیای غربی)
گیلیام (به انگلیسی: Gilliam) یک منطقهٔ مسکونی در ایالات متحده آمریکا است که در شهرستان مک‌داول، ویرجینیای غربی واقع شده‌است.